# Grega Lang
Grega Lang (né le 16 mars 1981) est un ancien sauteur à ski slovène.

## Palmarès

### Championnats du monde de vol à ski
| Épreuve / Édition | Vikersund 2000 |
| Individuel        | 39e            |

### Coupe du monde
- Meilleur classement final: 88e en 2002.
- Meilleur résultat: 29e.